# Principio de Gamaliel

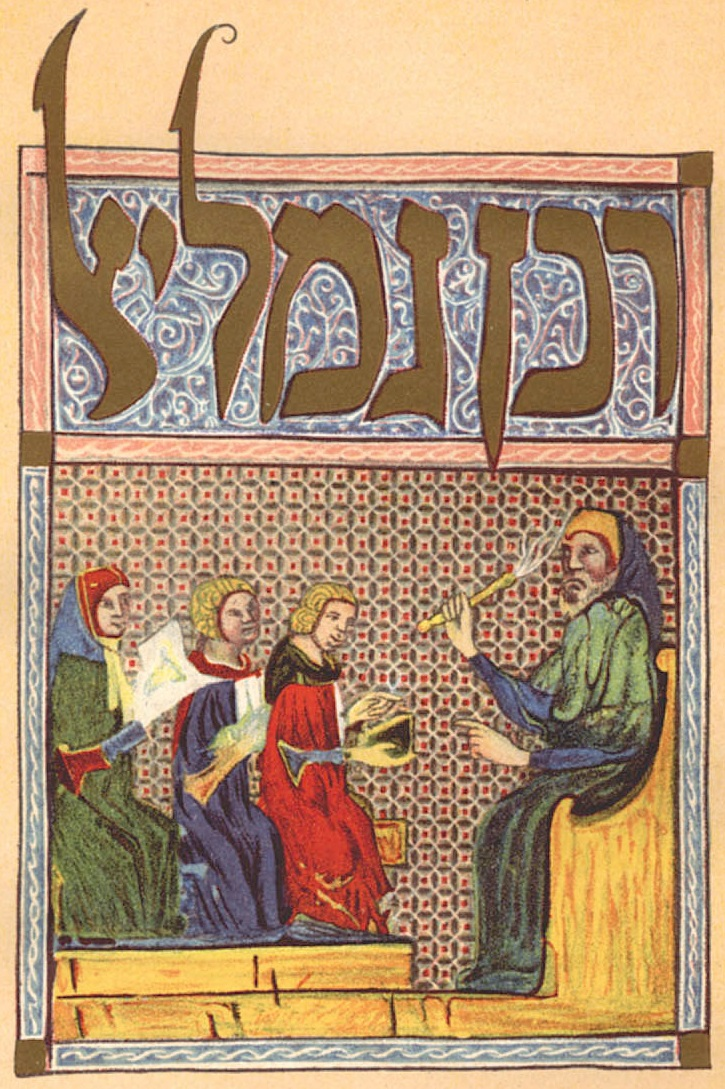
Rabino Gamaliel

El principio de Gamaliel,también llamada la regla de Gamaliel, la regla del pulgar de Gamaliel, el consejo de Gamaliel, la ley de Gamaliel, o la actitud Gamaliel, es un principio esbozado en el Libro de los Hechos del Nuevo Testamento por el rabino Gamaliel.  Gamaliel advierte al Sanedrín judío contra el asesinato de los discípulos de Jesús, diciendo que si sus ideas eran de origen humano, «se vendrían abajo» y los judíos no tenían que preocuparse por ellas; pero si procedían de Dios, sus ideas serían imposibles de derrocar de todos modos, y si los judíos trataban de detenerlas, estarían luchando contra Dios. Por lo tanto, en opinión de Gamaliel sería mejor no hacer nada y dejar que Dios se encargara de la situación.
En tiempos modernos, el principio de Gamaliel se ha utilizado en apoyo del pluralismo religioso y de la reformas dentro de los grupos religiosos.

## Origen
.

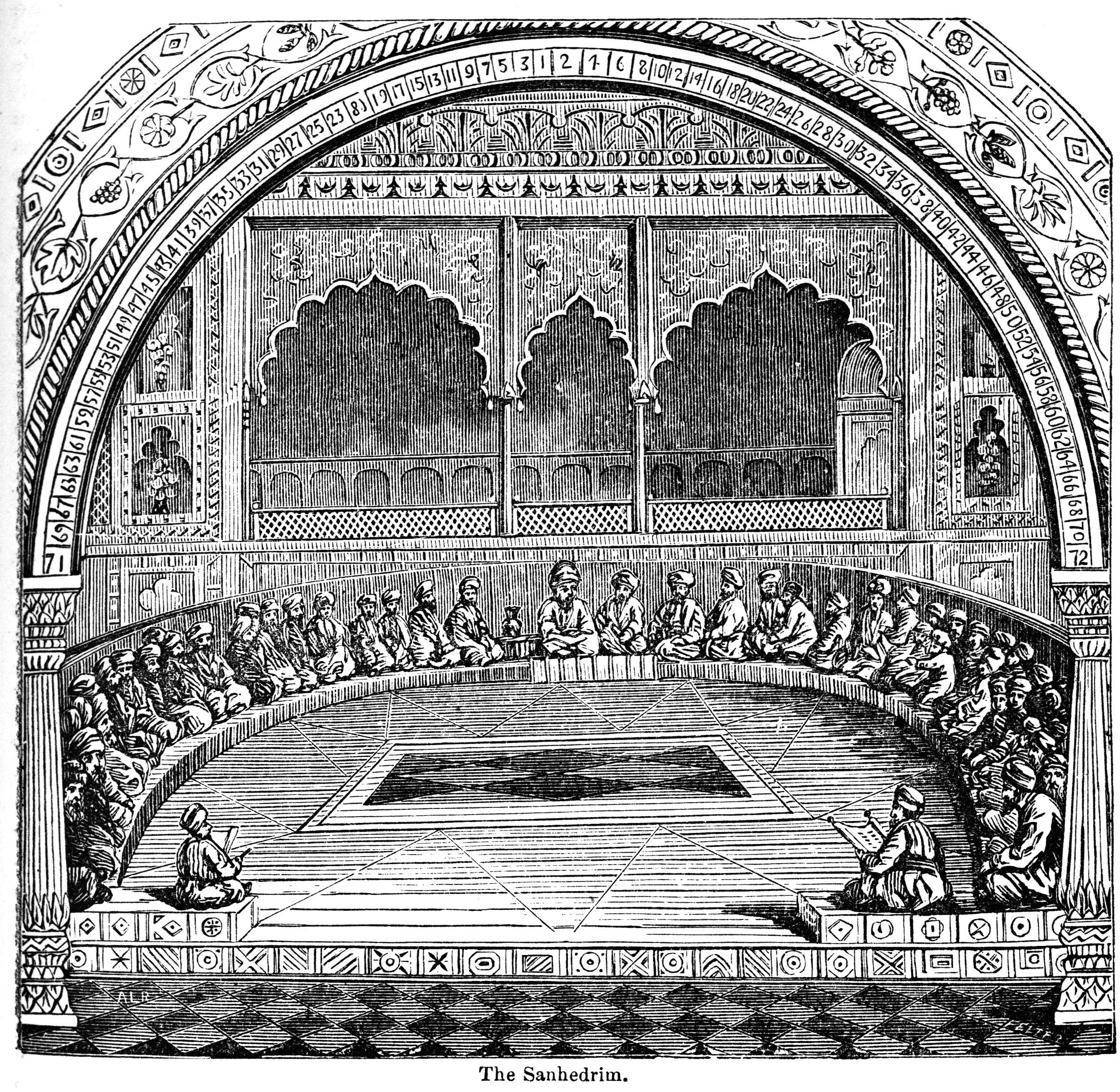
El Sanedrín estaba formado por rabinos judíos que actuaban como jueces

En los Hechos 5 del Nuevo Testamento, se narra cómo los apóstoles de Jesús son llevados ante el Sanedrín de Jerusalén, que actuaba como un sistema judicial judío. El sumo sacerdote les acusa de desobedecer la orden de dejar de predicar, a lo que el apóstol Pedro responde comenzando a predicar ante el Sanedrín. El Sanedrín considera entonces la posibilidad de matar a los apóstoles como represalia, momento en el que Gamaliel da el siguiente consejo:
«Y ahora os digo: Apartaos de estos hombres, y dejadlos en paz; porque si este consejo o esta obra es de los hombres, será en vano:
«Pero si es de Dios, no podréis derribarlo; no sea que seáis hallados luchando contra Dios».
- Acts 5:38-39, King James Version
Para demostrar su punto de vista, Gamaliel también señala dos ejemplos, Teudas y Judas el Galileo, que ganaron muchos seguidores pero quedaron «en nada».Según la Biblia, los otros rabinos del Sanedrín están de acuerdo con Gamaliel y deciden no matar a los discípulos y, en su lugar, los hacen golpear y luego los liberan.
Se han propuesto varias teorías sobre los motivos de Gamaliel y hasta qué punto creía o no en los cristianos, y algunos incluso han teorizado que era cristiano en secreto, aunque no hay pruebas que apoyen esa teoría. También es posible que se alegrara de que los cristianos predicaran la resurrección de entre los muertos, una doctrina en la que él creía como fariseo, pero no así los saduceos del sanedrín.Según el Pulpit Commentary', «no cabe duda» de que ser fariseo «le disponía más bien a resistirse a los violentos consejos de los miembros saduceos, y tanto más cuanto que la doctrina de la Resurrección estaba en tela de juicio.» Según Alexander Maclaren, Gamaliel era conocido por ser «prudente, sabio, cauto y tranquilo, tolerante, opuesto al fanatismo y la violencia», por lo que no es de extrañar que hubiera dado consejos como éste. También es posible que Gamaliel no quisiera que el Sanedrín enfureciera a la población general de Jerusalén, porque muchos de ellos apoyaban a los cristianos; y según John F. MacArthur es probable que realmente creyera lo que decía.

## Aplicación moderna
.

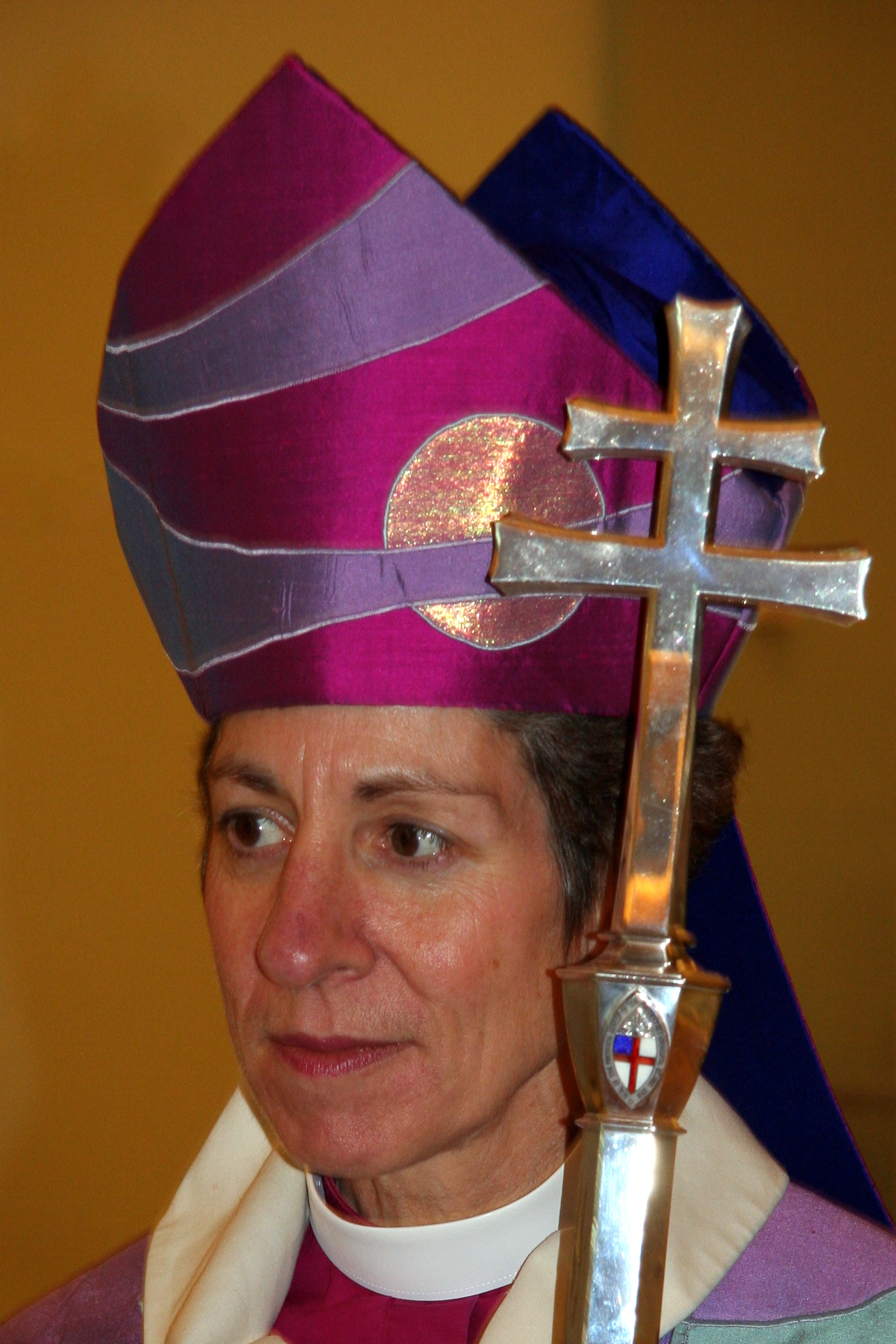
El principio de Gamaliel se ha utilizado para apoyar reformas como la ordenación de mujeres

Algunos cristianos han argumentado que el principio de Gamaliel debería guiar a los cristianos cuando interactúan con otras religiones o denominaciones, y que seguirlo evitaría la violencia religiosa y la intolerancia. Raymond E. Brown argumentó que aunque «puede que no sea cierto que todo movimiento religioso de origen humano fracase; sin embargo, la iglesia habría sido más sabia muchas veces en su historia si hubiera utilizado el principio de Gamaliel para juzgar los nuevos desarrollos en el cristianismo en lugar de reaccionar de forma hostil con demasiada rapidez».
El principio de Gamaliel también se ha aplicado a veces a cambios o reformas, especialmente dentro de la Iglesia, como la ordenación de mujeres. Reginald Hoefer escribe que «el principio de Gamaliel es una lente útil a través de la cual ver todas las cosas que podrían perturbarnos sobre el estado del mundo, del país, de la Iglesia» porque argumenta que lo que está bien ganará y todo lo que está mal perderá.
El principio de Gamaliel también se ha comparado con la admonición de Jesús «Los conoceréis por sus frutos». Pat Boone utilizó lo que denominó «la actitud de Gamaliel» para argumentar que los organismos eclesiásticos deberían «“juzgar los frutos” antes de [hacer] pronunciamientos precipitados o rígidos».

### Críticas
Algunos han argumentado que el principio de Gamaliel es una falacia. Por ejemplo, John F. MacArthur argumentó desde una perspectiva evangélica que dado que se permite que el mal exista, «el principio de Gamaliel se hará realidad sólo cuando Cristo regrese para establecer su reino en la tierra».  MacArthur pone como ejemplo que el Sanedrín aún existía en Israel en la época de Gamaliel aunque fue «instrumental en la muerte de Cristo», y que por lo tanto la única parte válida del argumento de Gamaliel es la segunda parte: «Si es de Dios, no podéis derribarlo». Concluye que el argumento adecuado que Gamaliel debería haber utilizado no es “esperar y véase” sino estudiar las Escrituras.
Un escritor argumentó en contra del principio de Gamaliel aplicado a la ordenación de mujeres, diciendo que el tiempo que llevaría determinar si era correcto produciría «un daño profundo y duradero a la Iglesia». Beatrice Pate respondió que esta postura demuestra «una visión sorprendentemente baja de la Iglesia, y una visión baja de la soberanía de Dios».